# FC Vítkovice
L'FC Vítkovice è una società calcistica ceca con sede a Vítkovice, distretto di Ostrava. Milita in 4. liga, la quarta serie del campionato ceco di calcio. Vinse un campionato cecoslovacco nel 1986 e si classificò alle spalle dello Sparta Praga nella stagione successiva. Partecipò alla Coppa UEFA 1987-1988, dove fu eliminata ai quarti di finale dall'Espanyol (0-2; 0-0), poi finalista.

## Cronistoria
- 1919: SK Slavoj Vítkovice
- 1922: SK Vítkovice
- 1923: SSK Vítkovice
- 1937: SK Železárny Vítkovice
- 1939: ČSK Vítkovice
- 1945: SK VŽ Vítkovice
- 1951: Sokol Vítkovice
- 1952: Baník Vítkovice
- 1957: TJ VŽKG Ostrava
- 1979: TJ Vítkovice
- 1992: SSK Vítkovice
- 1993: FC Kovkor Vítkovice
- 1994: fusione con il Kovona Karviná. Il club è rinominato FC Karviná-Vítkovice
- 1995: FC Vítkovice

## Palmarès

### Competizioni nazionali
- Campionato cecoslovacco: 1

1985-1986
- Moravskoslezská fotbalová liga: 1

1995-1996

### Competizioni internazionali
- Coppa Intertoto: 1

1983

### Altri piazzamenti
- Campionato cecoslovacco:

Secondo posto: 1986-1987
- Coppa della Repubblica Ceca:

Semifinalista: 1999-2000
- Coppa Mitropa:

Secondo posto: 1981-1982